# チョウジ
チョウジ（丁子、丁字）またはクローブ（英: Clove）は、フトモモ科の樹木チョウジノキ（学名：Syzygium aromaticum）の香りのよい花蕾である。原産地はインドネシアのモルッカ群島であり、香辛料として一般的に使われるほか、生薬としても使われる。漢名に従って丁香（ちょうこう）とも呼ばれる。

## 名称

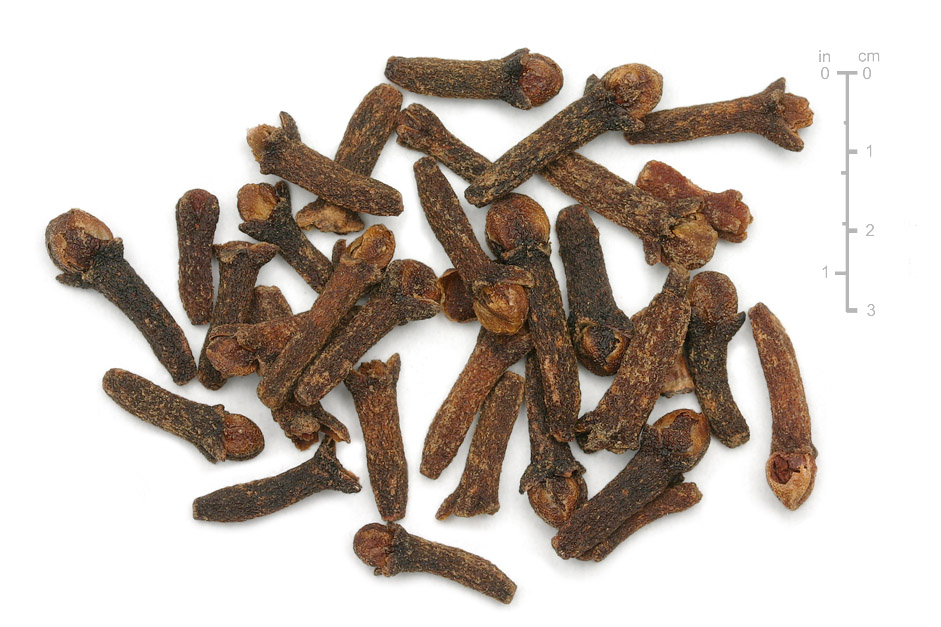
乾燥したチョウジ（クローブ）。ちょうど丁の字や、錆びた釘の形に似ている。

チョウジの花蕾は釘に似た形、また乾燥させたものは錆びた古釘のような色をしており、中国では紀元前3世紀に口臭を消すのに用いられ、「釘子（テインツ）」の名を略して釘と同義の「丁」の字を使って「丁子」の字があてられ、呉音で「チャウジ」と発音したことから、日本ではチョウジの和名がつけられた。フランス語で釘を意味するクル (Clou) から、仏名で「クル・ド・ジローフル」 (clous de girofle) と呼ばれ、英語名でこれが「クロウジローフル」(clow of gilofer)となり、略されて「クローブ」 (Clove) になった。
日本における植物和名はチョウジノキ。非常に強い香気を持っているので、百里香という別名もある。

## 栽培

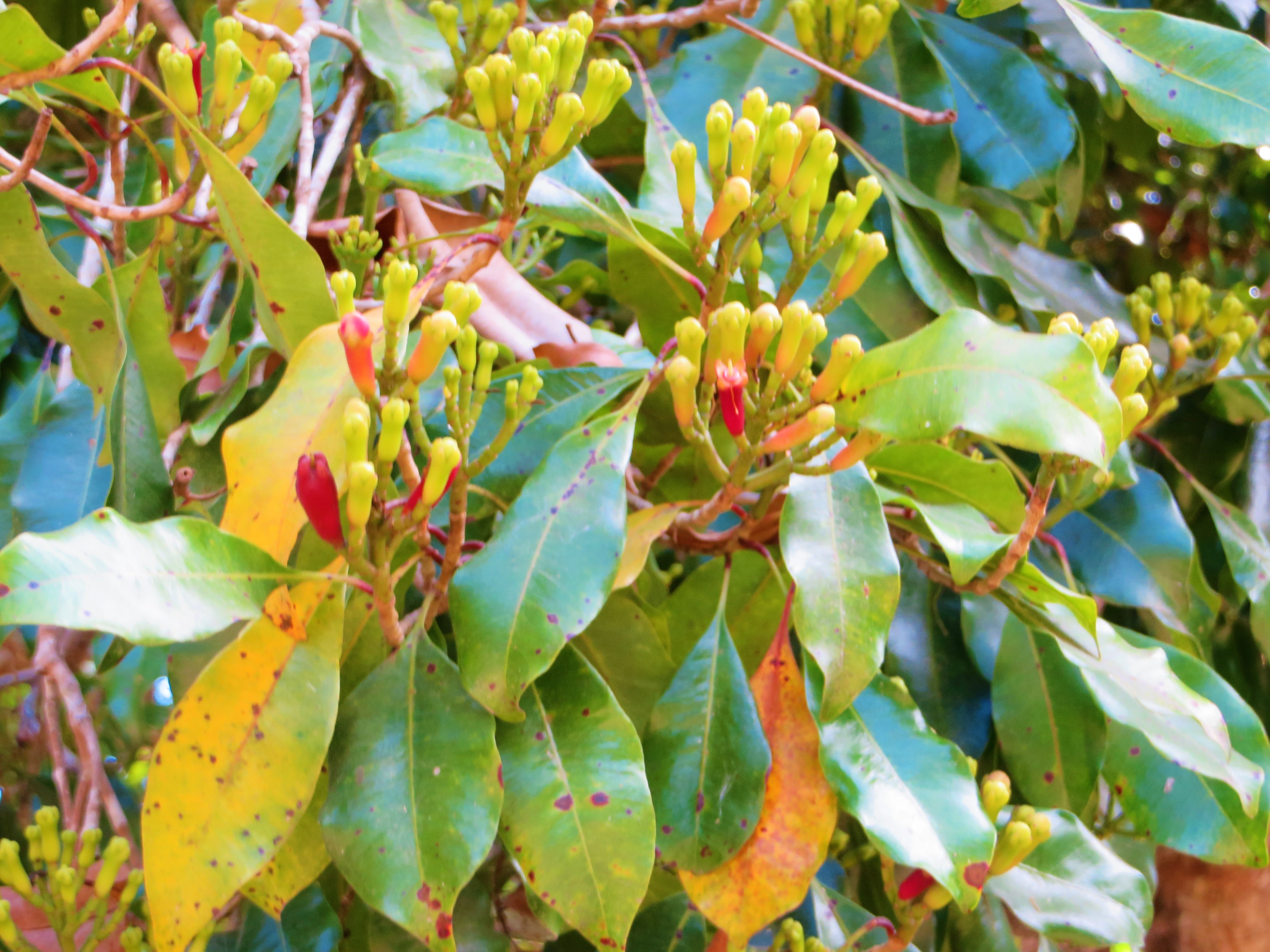
チョウジノキの花

モルッカ諸島の原産で、日本では植物園の温室などで育てられている。おもにインドネシア、ザンジバル、スリランカ、モーリシャス、マダガスカル、コモロ、ペナン、ドミニカなどで栽培されている。
もともとクローブはスラウェシ島の北東に位置するティドレ島とテルナテ島を含む5つの火山島にしか生えていなかった。
チョウジノキは小高木の常緑樹で、種子から発芽して20年ほどで10メートルほどの高さに成長する。作物としてのチョウジは7〜8年目頃から収穫が可能である。
熱帯多雨の地域が原産地であり、温室で十分に管理すれば栽培は可能であるが、露地植えでの商業栽培に適する地域は限られる。7月から9月と1月から2月につぼみを付け、年2回収穫を行う。花弁は本木の高い場所になるため、かつては高い作業やぐらをたて手摘みしていた。これが商品の価格の高さにも反映している。現在では枝や葉からもクローブオイルが抽出できるため、作業者が直接チョウジの木にのぼり枝ごと切り落とし作業する。

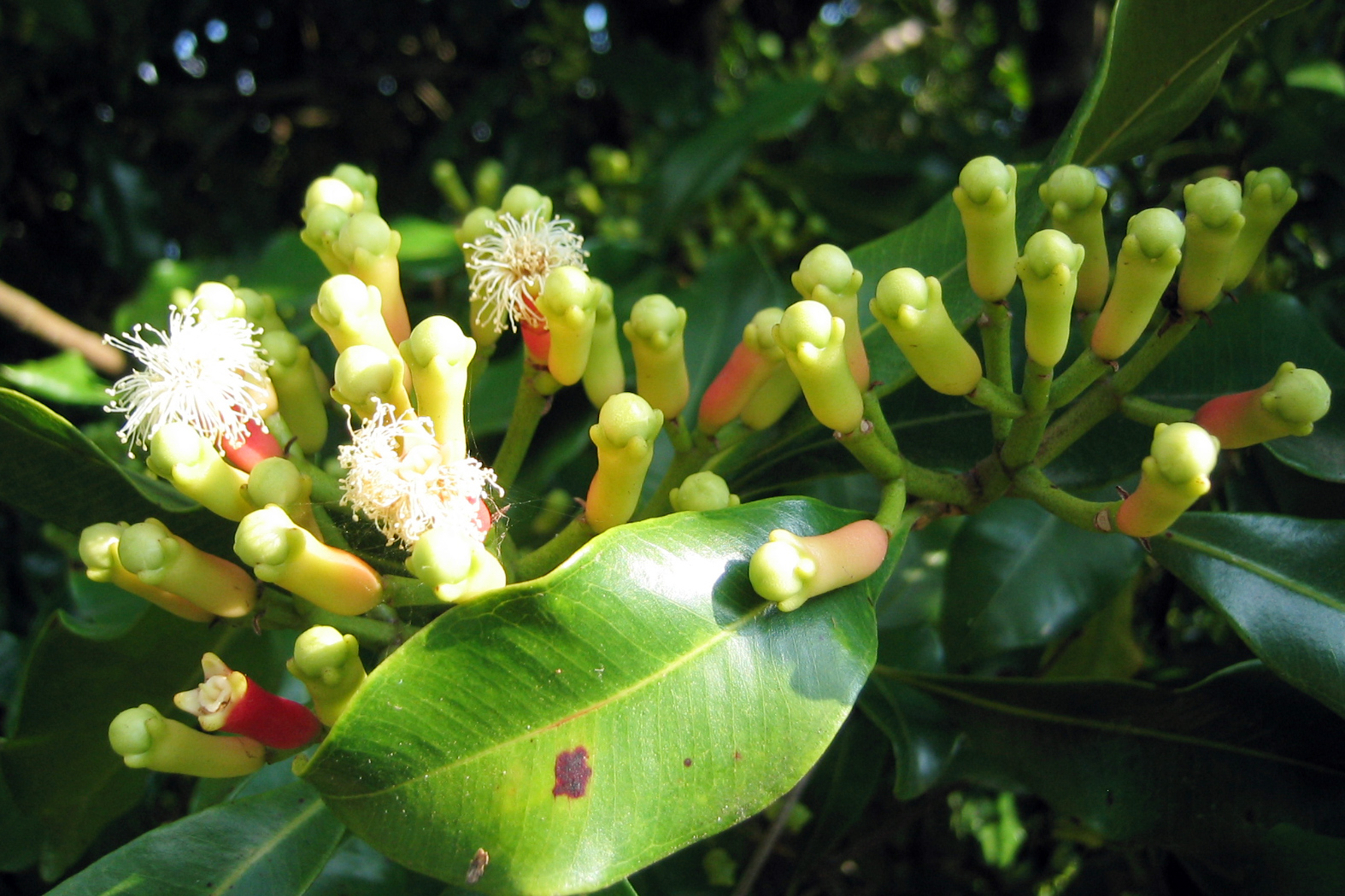
チョウジの花（インドネシア・バリ島）
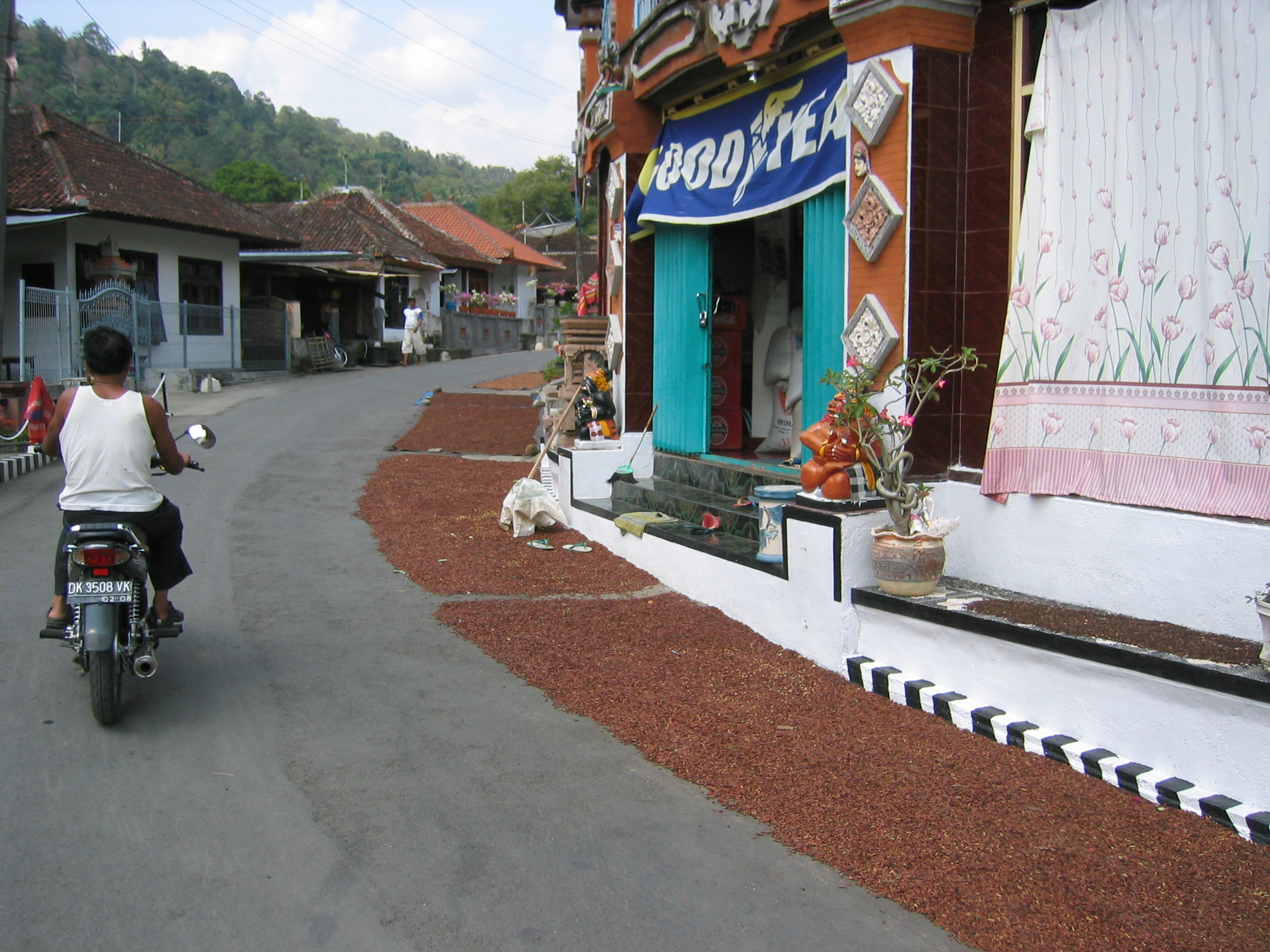
路上での丁子干し（バリ島）
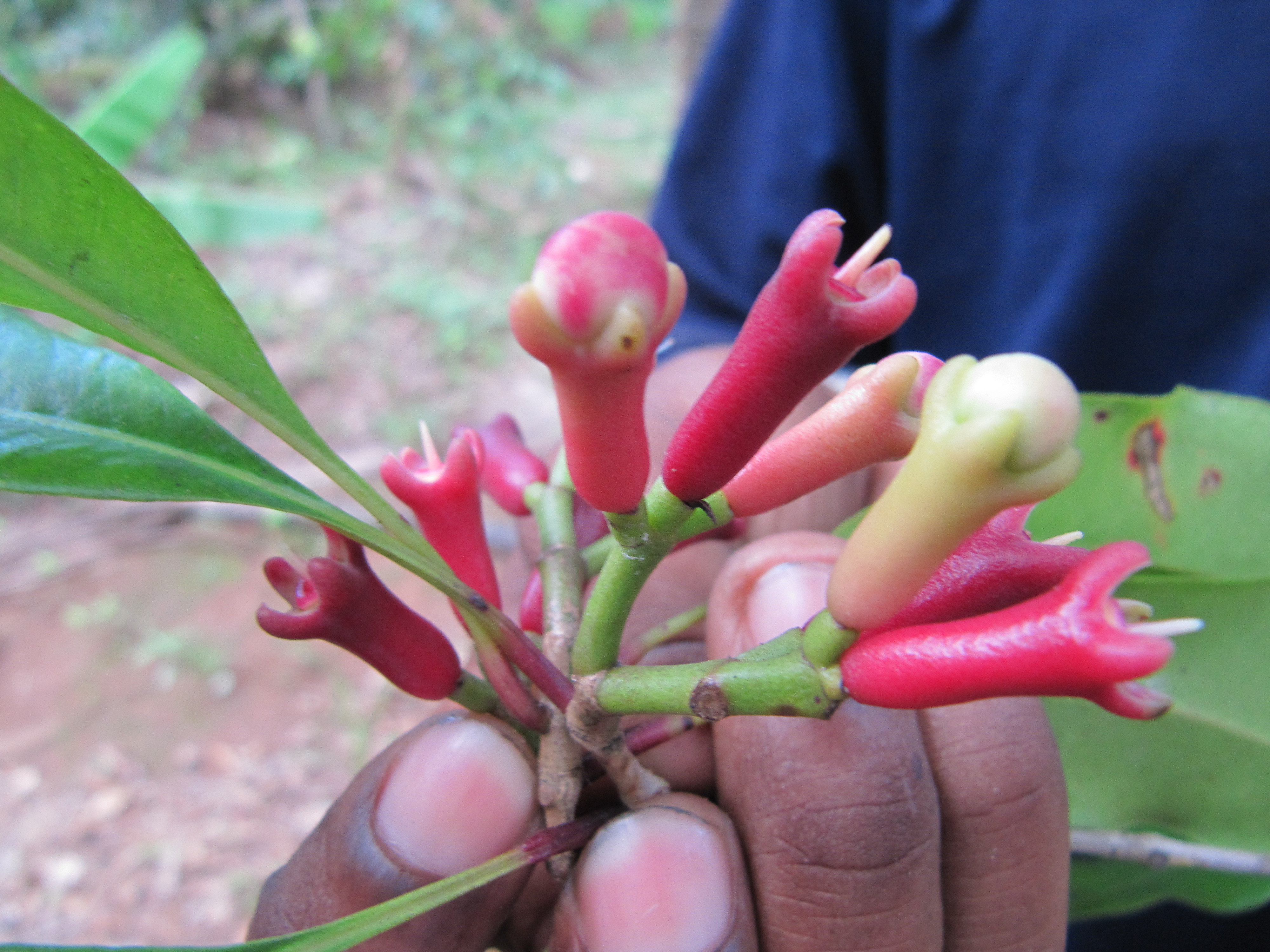
花蕾と発育中の果実

## 利用
おもには香辛料として知られ、花蕾には精油16 - 20%を含んでいて、薬用にも使われる。精油の成分は、主にオイゲノール約80 - 90%前後を含んでいて、アセチルオイゲノール3%、カリオフィレン、バニリンの他、樹脂、脂肪、蝋、ゴム、酢酸、サリチル酸、タンニンなども含んでいる。精油は揮発性植物油とも言われ、人に対して口内で味覚細胞を刺激して胃液の分泌を高めたり、芳香性健胃作用、腸内ガスの排出（駆風）作用を持つことで知られる。

### 歴史

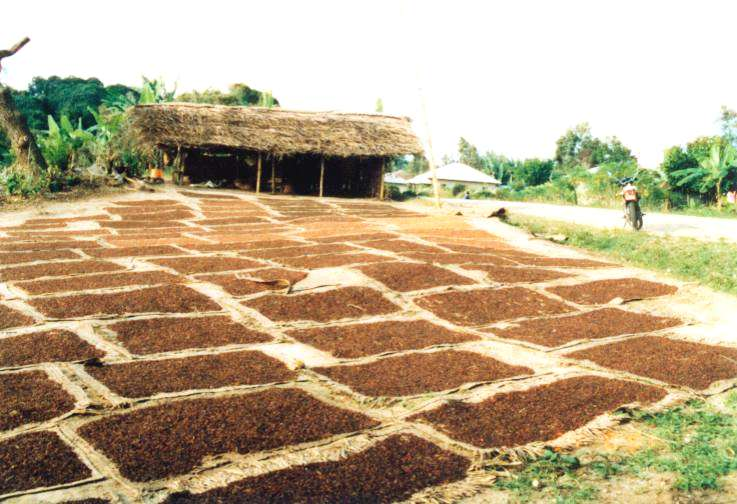
日光で乾燥中のチョウジ

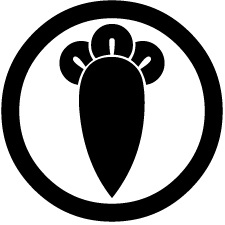
丸に一つ丁子紋（日本の家紋）

紀元前3世紀、漢王朝の皇帝に謁見するものは口臭を消すためにチョウジを口に含んで噛む必要があった。チョウジは1世紀までにローマ世界へと到達し、大プリニウスによって記述された。
明らかに時代が確定した最初のチョウジの発見は、文献資料よりもかなり時代を下ったものである。2例がスリランカの貿易港で発見され、これらはおおよそ西暦900–1100年に遡る。シリアにおいて紀元前1700年頃に遡ると以前報告された発見は、チョウジであるとはもはや考えられていない。
紀元1000年頃、イブラヒム・イブン・ワシフ＝シャーは「不思議物語集 Summary of Marvels」に次のように示した。
『インドに近いどこかの島に「クローブの谷」がある。商人であれ船乗りであれ、その谷に行った者も、クローブのなる木を見た者もいない。彼らに言わせると、クローブの実が売っているのは精霊なのだそうだ。その島に到着すると、船乗りたちは浜辺に商品を置いて船に戻る。翌朝になると、それぞれの商品の横にクローブの山ができている･･････摘んだばかりのクローブはじつに美味らしい。島の住民はクローブを常食としているため、病気にかかることもなければ年老いることもない。』
チョウジは、中世の間、もうかるインド洋海域交易において、インドから大陸およびアフリカへの貿易を行うオマーン人の船乗りと商人によって取り引きされた。
ヨーロッパには中国商人が絹などと共にセイロン島経由でもたらし、6–7世紀頃には貴族の間で珍重されるようになった。古くは原産地でチョウジの価値が把握されておらず、そのため中国商人たちが長く原産地を秘匿したまま交易商品として取り扱っていた。大航海時代になるとコショウ、ナツメグとともにスパイス貿易の中心的な商品となり一般にも出回るようになった。西欧がチョウジの原産地をようやく「発見」したのは1511年のポルトガル人デ・アブレウとセラウンのバンダ諸島発見以降である（ブルネイの歴史を参照）。1770年にフランスがモーリシャスとレユニオンでの栽培に成功し、そこからアフリカ東岸のザンジバルとペンバ島に伝わり今日の大農園化へ導いた。
近代まで、チョウジはモルッカ群島（歴史的に香料諸島と呼ばれていた）のいくつかの島でのみ生育していた。これらの島にはバカン島、マキアン島、モティ島、テルナテ、ティドレが含まれる。実際、専門家が世界最古と考えている「Afo」と名付けられたチョウジノキの樹木はテルナテにある。この木の樹齢は350年から450年である。旅行者は、この木から1700年にピエール・ポワブルという名前のフランス人によって盗まれた種子が、フランス島（モーリシャス）、次にザンジバル（かつては世界最大のチョウジの生産地だった）へと運ばれた、と伝えられる。
チョウジがモルッカ群島外で育てられるまで、石油のように輸出に強制的な制限がかけられ取り引きされた。オランダ東インド会社が17世紀に香辛料貿易の統制を強化すると、ナツメグで行ったようにチョウジについても独占を手にしようとした。しかしながら、「小さなバンダ諸島に限定されていたナツメグやメイスとは異なり、チョウジの木はモルッカ群島全体にわたって生育しており、チョウジ交易には東インド会社の限定された警察権の能力を超えていた」。
日本にもかなり古くから渡来しており、正倉院の帳外薬物のなかにも丁子（丁香）がある。この所蔵品の付箋には「納 丁子青木香 会前東大寺」とあり、天平勝法四年（752年）の大仏開眼会で使用されたものと推測されている。江戸前期には成立したと考えられている「南蛮料理書」には現在のから揚げの原型と思しき料理に「魚の料理。何魚なりとも脊切り、麦の粉をつけ、油にて揚げ、その後、丁字の粉、にんにく磨りかけ、汁よき様にして煮〆申也」とあり、食用として認知されていた。
貴重な輸入品であり、七宝にも数えられていたことから紋章としても人気が出ていった。家紋として用いた氏族に三条西家や押小路家が挙げられる。

### 香辛料

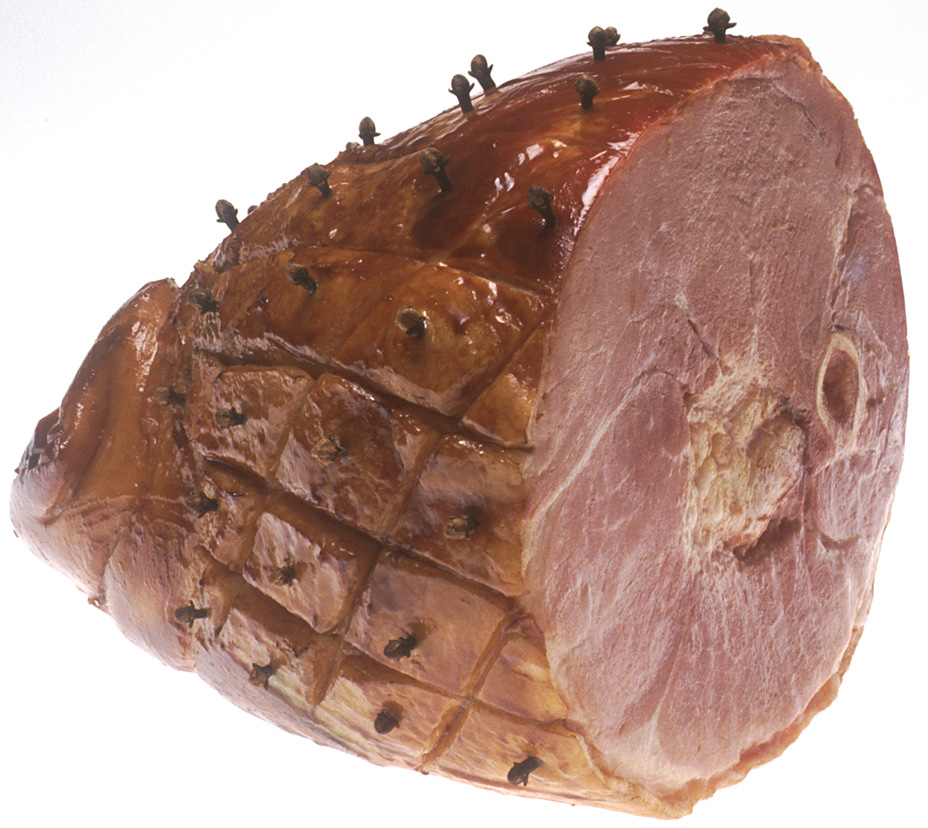
チョウジを挿したハム

チョウジは料理で使われるので、マーケットの香辛料売り場で売られている。アジア、アフリカ、および近東・中東諸国の料理において、肉やカレー、マリネ、その他リンゴ、ナシ、あるいはルバーブといった果物、に風味を付けるために使われる。チョウジは熱い飲料に芳香や風味を与えるために、しばしばレモンや砂糖といったその他の食材と組み合わせて使われることもある。チョウジはパンプキンスパイスやスペキュラース用スパイスといった混合香辛料の共通要素である。
香辛料として肉料理によく使われるが、他の香辛料とブレンドしてカレーなどに使用することが多い。また、カルダモン、桂皮、ショウガなどと合わせてチャイの香り付けに使われる。肉塊にそのまま刺し、ローストして臭みを消す料理法にも用いられる。
インド料理では、粉末にしたり、油の中に入れて使用することがある。
メキシコ料理において、チョウジは「clavo de olor（香りのクローブ）」として最もよく知られており、しばしばクミンやシナモンと共に使われる。また、ペルー料理においても、カラプルクラやアロス・コン・レチェのような幅広い料理において使われる。
チョウジの風味の主要な要素はオイゲノールによって与えられており、必要なこの香辛料の量は通常は少ない。シナモンやオールスパイス、バニラ、赤ワイン、およびバジル、その他タマネギ、柑橘の皮、八角、コショウの実とよく合う。
口臭があるときに丁香（乾燥した花蕾）を口に含んでいると臭い消しに役立つ。含香として、密教で灌頂や勤行前の口内のお清めに乾燥した丁子を刻んだものを口に含み噛んで使用する。

### 料理以外での利用
チョウジの精油「丁子油」は丁子入りタバコに使用され、ヨーロッパ、アジア、およびアメリカ合衆国の至るところで吸われてきた。クローブの原産地であるインドネシアではクレテックと呼ばれる巻きタバコが一般的であり、消費量はクローブを含まないタバコに比べ圧倒的に多い。タバコブランドとしては日本ではジャルムやガラムが知られている。なお、丁子入りタバコは、米国においては2009年からフレーバー紙巻きタバコが禁止されたため、葉巻きたばこに分類されている。
丁香（花蕾）を蒸留した丁子油は、刀剣や精密機械のさび止めに使う。日本刀のさび止めにも用いられ、江戸幕府は享保11年（1726）に幕府医の桂川甫筑(桂川甫周の始祖)に丁字油の製造を命じた。
チョウジはその芳香からポプリの材料として使用される。オレンジなどの果実に釘のように刺して乾燥させたものがフルーツポマンダーである。中世ヨーロッパではペストなどから身を守るのにお守りとしてポマンダーを下げることが有効だと考えられていた。ヴィクトリア朝時代のイングランドにおいて贈り物として贈られた時、こういった匂い玉は心温まる感情を示した。
日本では古くから、「丁子風炉」が使われた。これは炉の上に釜をかけ、その中に丁子を入れて煎じて香気を出させるもので、室内の防臭・防湿に用いた。

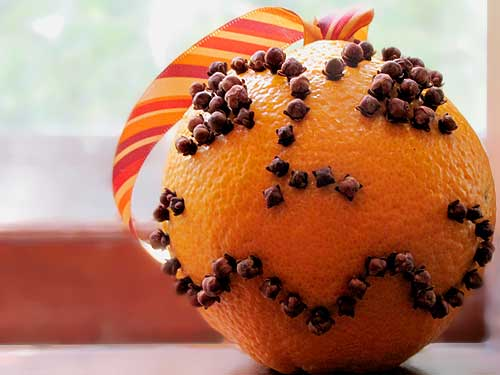
匂い玉としてオレンジに使われるチョウジ
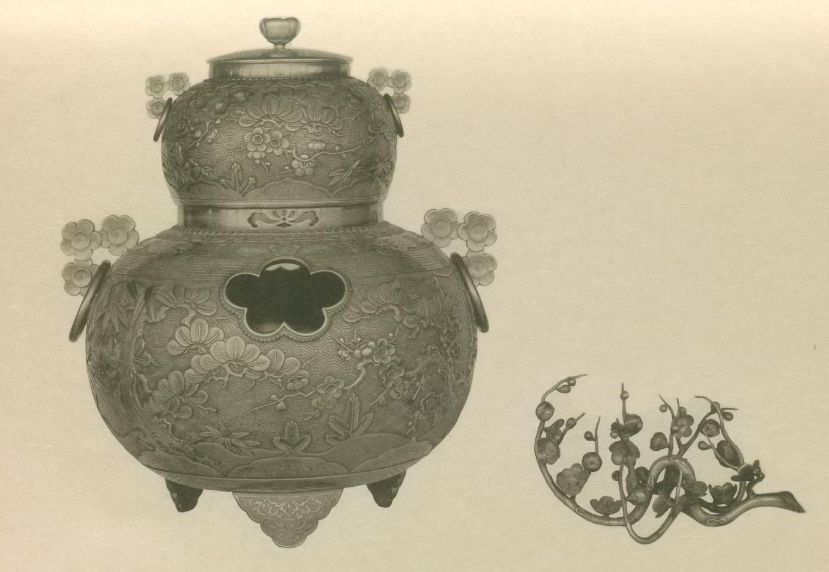
丁子風炉

### 伝統医学

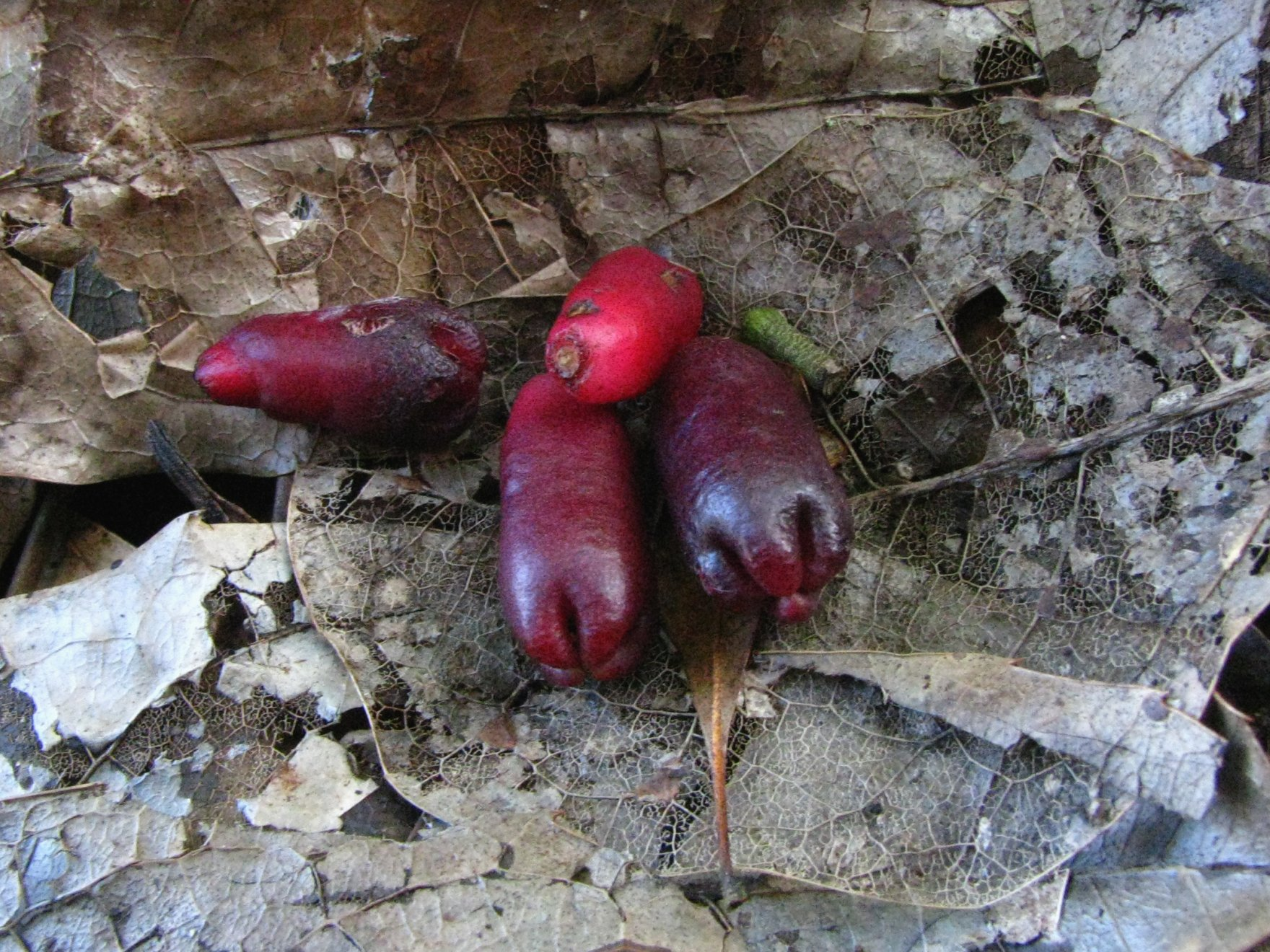
熟して脱落した果実。乾燥させたものが生薬の母丁香。

チョウジはインドのアーユルヴェーダ、中国医学、そして西洋のハーバリズムと歯学において使われており、歯科において精油は歯科救急と様々なその他の疾患に対して痛み止めとして使われている。精油はアロマテラピーにおいて使われている。
生薬としての花蕾を陰干しして乾燥させたものを丁子（ちょうじ）、または丁香（ちょうこう）といい、芳香健胃剤として日本薬局方に収録されている。漢方では女神散（にょしんさん）、柿蒂湯（していとう）、丁香茯苓湯（ちょうこうぷくりょうとう）などに配剤されている。
伝統医学において長年使われているものの、オイゲノールを含むチョウジ油が歯痛またはその他の種類の痛みに有効であるとする証拠はほとんど存在せず、1報の総説がドライソケットに対して鎮痛剤として酸化亜鉛と組み合わせたオイゲノールの有効性を報告している。熱軽減に対してや、蚊忌避剤として、そして早漏を防ぐためのその有効性を決定する研究は決定的でない。チョウジまたはチョウジ油によって血糖値が低下するかどうかについては立証されないままである。いかなる医療のためのチョウジの使用もアメリカ食品医薬品局（FDA）によって認可されておらず、肝障害、血液凝固、および免疫系疾患、または食物アレルギーを持つ人が経口摂取すると副作用が引き起こされる可能性がある。
民間療法の使い方で知られるものは、食べ過ぎ、飲み過ぎで胃の調子が悪いときや、腸内ガスが溜まって食欲不振の時に、紅茶に丁字を1本入れて数分おいてから飲むと、健胃や駆風に役立つと言われている。

## 化学成分

オイゲノールはチョウジの特徴的な芳香の大部分を担っている。

オイゲノールはチョウジから抽出された精油の72–90%を占め、チョウジの芳香を最もつかさどる化合物である。100%の抽出は125 °Cの加圧水中80分で起こる。超音波およびマイクロ波抽出法によってより低いエネルギーコストでより迅速な抽出が可能である。
チョウジ油のその他の重要な精油成分には、アセチルオイゲノール、β-カリオフィレン、バニリン、マスリン酸、ビコルニンといったタンニン ガロタンニン酸、サリチル酸メチル（痛み止め）、フラボノイドのオイゲニン、ケンフェロール、ラムネチン、およびオイゲニチン、オレアノリン酸、スチグマステロール、カンペステロールといったトリテルペノイド、いくつかのセスキテルペンが含まれる  。
オイゲノールは比較的少量で毒性がある。例えば、5–10 mLの用量は2歳児の致死的量であると報告されている。